# Stalag 324 w Grądach
Stalag 324 – jeden z największych niemieckich obozów dla jeńców radzieckich w Generalnym Gubernatorstwie, działający od czerwca 1941 do zimy 1942 w pobliżu wsi Grądy, około 9 km od Ostrowi Mazowieckiej.
Początkowo obóz był pozbawiony budynków mieszkalnych i sprowadzał się do otoczonego drutem kolczastym pola dozorowanego przez niemieckich strażników. Później zostały wybudowane proste ziemianki.
Stalag 324 jako samodzielna jednostka organizacyjna przestał funkcjonować na przełomie października i listopada 1941. Jeńców przeniesiono do Stalagu 333 na terenie byłych koszar 18. pułku artylerii lekkiej w Komorowie.
Według różnych szacunków, do obozu w Grądach trafiło około 100–120 tysięcy jeńców, z których zgięło tam około 80–90 tysięcy.
Na terenie byłego obozu powstał cmentarz jeńców radzieckich.